# Kupferberg

Kupferberg este un oraș din regiunea administrativă Franconia Superioară, landul Bavaria, Germania.

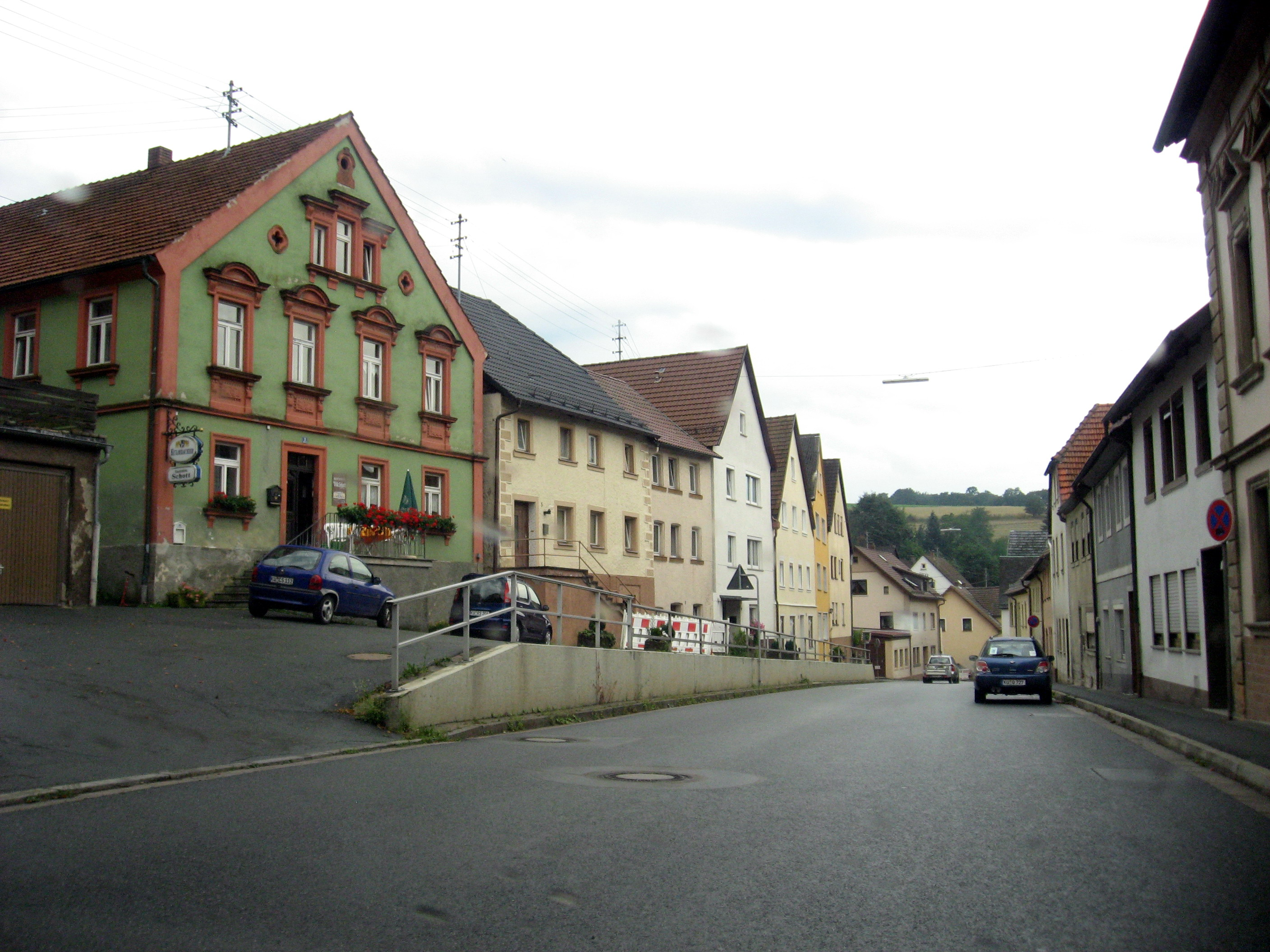
Kupferberg